# Cinclosoma
Cinclosoma är ett fågelsläkte i familjen vakteltrastar inom ordningen tättingar. Släktet omfattar åtta arter med utbredning i Australien och på Nya Guinea:
- Fläckig vakteltrast (C. punctatum)
- Svartbröstad vakteltrast (C. castanotum)
- Kopparryggig vakteltrast (C. clarum)
- Brunbröstad vakteltrast (C. castaneothorax)
- Västlig vakteltrast (C. marginatum)
- Kanelvakteltrast (C. cinnamomeum)
- Nullarborvakteltrast (C. alisteri)
- Gulögd vakteltrast (C. ajax)